# أوتري بيمون
أوتري بيمون (بالإنجليزية: Autry Beamon)‏ هو لاعب كرة قدم أمريكية أمريكي، ولد في 12 نوفمبر 1953 في تيريل في الولايات المتحدة.

## وصلات خارجية
- أوتري بيمون على موقع مرجع كرة القدم المحترفة.كوم (الإنجليزية)